# Arnaud Bovolenta
Arnaud Bovolenta (ur. 6 września 1988 w Albertville) – francuski narciarz dowolny specjalizujący się w skicrossie. Jego największym sukcesem jest zdobycie srebrnego medalu podczas igrzysk olimpijskich w Soczi w 2014 roku, gdzie przegrał jedynie ze swoim rodakiem Jeanem-Frédérikiem Chapuis. Był też między innymi dziesiąty w tej konkurencji na mistrzostwach świata w Kreischbergu. W zawodach Pucharu Świata zadebiutował 16 stycznia 2008 roku we Flaine, zajmując 44. miejsce w skicrossie. Pierwsze pucharowe punkty wywalczył 18 grudnia 2010 roku w Innichen, gdzie był czternasty. Na podium zawodów tego cyklu po raz pierwszy stanął 22 grudnia 2016 roku w Innichen, kończąc rywalizację na trzeciej pozycji. Wyprzedzili go tam tylko Filip Flisar ze Słowenii i Austriak Christoph Wahrstötter. Najlepsze wyniki osiągnął w sezonie 2014/2015, kiedy to zajął 47. miejsce w klasyfikacji generalnej, a w klasyfikacji skicrossu uplasował się na 14. pozycji. Po zakończeniu sezonu 2019/2020 ogłosił zakończenie sportowej kariery.

## Osiągnięcia

### Igrzyska olimpijskie
| Miejsce | Dzień     | Rok  | Miejscowość | Konkurencja | Zwycięzca             |
| ------- | --------- | ---- | ----------- | ----------- | --------------------- |
| 2.      | 20 lutego | 2014 | Soczi       | Skicross    | Jean-Frédéric Chapuis |
| 6.      | 21 lutego | 2018 | Pjongczang  | Skicross    | Brady Leman           |

### Mistrzostwa świata
| Miejsce | Dzień       | Rok  | Miejscowość | Konkurencja | Zwycięzca             |
| ------- | ----------- | ---- | ----------- | ----------- | --------------------- |
| 12.     | 4 lutego    | 2011 | Deer Valley | Skicross    | Christopher Del Bosco |
| 10.     | 25 stycznia | 2015 | Kreischberg | Skicross    | Filip Flisar          |

### Puchar Świata

#### Miejsca w klasyfikacji generalnej
- sezon 2010/2011: 59.
- sezon 2011/2012: 74.
- sezon 2012/2013: 97.
- sezon 2013/2014: 90.
- sezon 2014/2015: 47.
- sezon 2015/2016: 94.
- sezon 2016/2017: 57.
- sezon 2017/2018: 90.
- sezon 2018/2019: 140.
- sezon 2019/2020: 111.

#### Miejsca na podium w zawodach
1. Innichen – 22 grudnia 2016 (skicross) – 3. miejsce
2. Idre – 12 lutego 2017 (skicross) – 2. miejsce
3. Sołniecznaja dolina – 25 lutego 2017 (skicross) – 1. miejsce
4. Val Thorens – 7 grudnia 2017 (skicross) – 2. miejsce
5. Sołniecznaja dolina – 23 lutego 2020 (skicross) – 3. miejsce